# Michele Bisi
Pour les articles homonymes, voir Bisi.
Michele Bisi (Gênes, né le 18 avril 1788 à Milan et mort le 26 décembre 1874, est un graveur et peintre italien, actif au XIXe siècle.

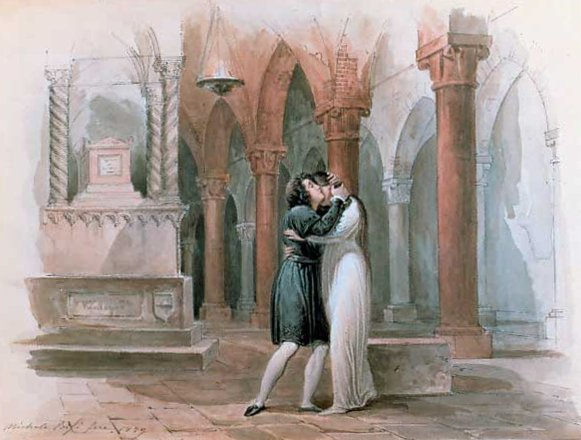
Juliette et Roméo

## Biographie
Michele Bisi, frère de Giuseppe, est né à Gênes. Il a appris la gravure sur cuivre auprès de Francesco Rosaspina et Giuseppe Longhi. 
Il est surtout connu pour avoir publié entre 1812 et 1833 les œuvres de la « Pinacoteca del palazzo reale delle scienze e delle arti di Milano  » (Accademia di Brera), avec le concours de la Stamperia Reale, en trois volumes avec des textes de Robustiano Gironi.
En 1815, Michele Bisi avait déjà reçu un premier prix de l'Accademia pour la gravure de la fresque Vergine tra i ss. Antonio e Barbara de Bernardino Luini. 
En 1819, réalise une importante série de gravures dédiée aux peintures d'Andrea Appiani.
La dernière œuvre à laquelle il a collaboré sont les Vite e ritratti di venticinque italiani illustri (Florence 1862). 
Il a peint surtout des portraits, des paysages et quelques scènes historiques. Son fils Luigi a été aussi peintre.
À partir de 1843 il a été membre de l'Académie des beaux arts de Vienne.

## Œuvres

### Gravures
- Venere che abbraccia Cupido, d'Andrea Appiani
- Andromeda e Perseo, de Guercino
- Madonna in trono col Bambino, S. Antonio e S. Barbara, de Bernardino Luini
- Adorazione della Vergine, de Sassoferrato
- Offerta dei Magi, de Gaudenzio Ferrari
- Ritratto di Amerigo Vespucci

### Peintures
- Juliette et Roméo
- Ponte del trofeo a Porta Ticinese,
- Rivellino di S. Spirito,
- Santa Maria alla Scala
- Armeria Uboldi (1830),
- Santa Maria della Passione
- Entrata di Vittorio Emanuele II e Napoleone III a Milano,
- Ritratto Femminile In Abito Impero,